# Carl Lebrecht Udo Dammer
Carl Lebrecht Udo Dammer, född 8 januari 1860 i Apolda, död 15 november 1920 nära Kołobrzeg, var en tysk botaniker.
Auktorsnamnet Dammer kan användas för Carl Lebrecht Udo Dammer i samband med ett vetenskapligt namn inom botaniken; se Wikipediaartiklar som länkar till auktorsnamnet.